# سر أب بيز (بابويي)
سر أب بیز (بالفارسية: سرآب بیز) هي قرية تقع في إيران في قسم بابويي الريفي. يقدر عدد سكانها بـ 891 نسمة .